# 名古屋市道江川線
名古屋市道江川線（なごやしどう えがわせん）は、名古屋市西区の秩父通交差点から中村区、中川区、熱田区を経て港区の名古屋港ガーデン埠頭に至る、名古屋市の市道である。
名古屋市により「江川線」が公式な愛称として制定されている。

## 概要
秩父通交差点から浅間町交差点までは名古屋市営地下鉄鶴舞線が、日比野交差点から終点までは名古屋市営地下鉄名港線が、それぞれ地下を通っている。国道や県道ではないが、名古屋市を南北に抜ける道路として重要であり、交通量が多い。
西区庄内通から中川区山王まで名古屋高速道路6号清須線および都心環状線が上を通っている。また、山王から港区役所付近までは4号東海線が通っている。
江川線の名前の由来は、もともと、「江川」と呼ばれた用水路（正式には「庄内用水の東井筋」であり、庄内川から堀川の西側を流れていた）を大正時代に暗渠化して道路とした事からその名称がついている。また、1984年（昭和59年）に名古屋市が市内の道路の愛称を公募した際に、従来から用いられていた通称をそのまま道路の愛称として制定した。
かつては名古屋市電（浄心延長線・上江川線・押切線・下江川線・野立築地口線・築港線）が敷設されていたが、交通環境の変化もあって1971年（昭和46年）までに廃止された。

## 路線データ

### 延長
- 総延長：9503.32m[3]
- 重用延長：3401.14m[3]
- 未供用延長：[3]
- 実延長：6102.18m[3]

### 橋梁
- 個数：1[3]
- 延長：29.10m[3]

### 道路幅員
- 5.5m未満：[3]
- 5.5m以上：[3]
- 13.0m以上：1642.59m[3]
- 19.5m以上：4459.59m[3]

## 別名
- 江川線（名古屋市西区、中村区、中川区、熱田区、港区）
- 浄心通（名古屋市西区）
- 西郊通（名古屋市熱田区）

## 地理

### 通過する区
- 全線が愛知県名古屋市
  - 西区 - 中村区 - 中川区 - 熱田区 - 港区

### 接続道路
| 接続する道路                                         | 接続する場所 | 接続する場所                          | 接続する場所                          | 接続する場所                                                              |
| ---------------------------------------------------- | ------------ | ------------------------------------- | ------------------------------------- | ------------------------------------------------------------------------- |
| 全ての座標を示した地図 - OSM 全座標を出力 - KML 表示 |              |                                       |                                       |                                                                           |
| 愛知県道63号名古屋江南線（名草線）                   | 西区         | （秩父通交差点 - 浅間町交差点で重複） | （秩父通交差点 - 浅間町交差点で重複） |                                                                           |
| 名古屋市道名古屋環状線（環状線）                     | 西区         | 浄心本通                              | 秩父通交差点                          | 北緯35度11分49.4秒 東経136度53分25.9秒 / 北緯35.197056度 東経136.890528度 |
| 国道22号（菊ノ尾通）                                 | 西区         | 浅間                                  | 浅間町交差点                          | 北緯35度11分0.9秒 東経136度53分25.2秒 / 北緯35.183583度 東経136.890333度  |
| 愛知県道200号名古屋甚目寺線（外堀通）                | 西区         | 那古野                                | 明道町交差点                          | 北緯35度10分39.9秒 東経136度53分23.4秒 / 北緯35.177750度 東経136.889833度 |
| 愛知県道68号名古屋津島線（桜通）                     | 中村区       | 名駅                                  | 泥江町交差点                          | 北緯35度10分19.9秒 東経136度53分23.1秒 / 北緯35.172194度 東経136.889750度 |
| 錦通                                                 | 中村区       | 名駅                                  | 西柳町交差点                          | 北緯35度10分9.8秒 東経136度53分23.1秒 / 北緯35.169389度 東経136.889750度  |
| 愛知県道60号名古屋長久手線（広小路通）               | 中村区       | 名駅南                                | 柳橋交差点                            | 北緯35度10分5.3秒 東経136度53分23.2秒 / 北緯35.168139度 東経136.889778度  |
| 若宮大通                                             | 中村区       | 名駅南                                | 名駅南3丁目交差点                     | 北緯35度9分44秒 東経136度53分27秒 / 北緯35.16222度 東経136.89083度        |
| 大須通                                               | 中村区       | 名駅南                                | 水主町交差点                          | 北緯35度9分34.6秒 東経136度53分29.2秒 / 北緯35.159611度 東経136.891444度  |
| 名古屋市道山王線（山王通）                           | 中川区       | 山王                                  | 山王橋交差点                          | 北緯35度9分7.7秒 東経136度53分33.7秒 / 北緯35.152139度 東経136.892694度   |
| 愛知県道29号弥富名古屋線（八熊通）                   | 中川区       | 南八熊町                              | 八熊通交差点                          | 北緯35度8分24.7秒 東経136度53分35.4秒 / 北緯35.140194度 東経136.893167度  |
| 国道1号                                              | 熱田区       | 六番                                  | 六番1丁目交差点                       | 北緯35度7分25.7秒 東経136度53分17.7秒 / 北緯35.123806度 東経136.888250度  |
| 名古屋市道東海橋線（東海通）                         | 港区         | 東海通                                | 東海通交差点                          | 北緯35度6分48秒 東経136度53分9.6秒 / 北緯35.11333度 東経136.886000度      |
| 国道23号（名四国道）                                 | 港区         | 港栄                                  | 港栄4丁目北交差点                     | 北緯35度6分2.1秒 東経136度52分59.9秒 / 北緯35.100583度 東経136.883306度   |
| 国道154号                                            | 港区         | 港陽                                  | 築地口交差点                          | 北緯35度5分56.7秒 東経136度52分58.7秒 / 北緯35.099083度 東経136.882972度  |
| 愛知県道227号港中川線                                | 港区         | 港陽                                  | 築地口交差点                          | 北緯35度5分56.7秒 東経136度52分58.7秒 / 北緯35.099083度 東経136.882972度  |
| 名古屋市道名古屋環状線（環状線）                     | 港区         | 港陽                                  | 築地口交差点                          | 北緯35度5分56.7秒 東経136度52分58.7秒 / 北緯35.099083度 東経136.882972度  |
| 名古屋市道金城埠頭線（金城ふ頭線）                   | 港区         | 港陽                                  | 築地口交差点                          | 北緯35度5分56.7秒 東経136度52分58.7秒 / 北緯35.099083度 東経136.882972度  |
| 全ての座標を示した地図 - OSM                         |              |                                       |                                       |                                                                           |
| 全座標を出力 - KML                                   |              |                                       |                                       |                                                                           |
| 表示                                                 |              |                                       |                                       |                                                                           |

## 沿線にある駅
- 名古屋市営地下鉄鶴舞線
  - 浄心駅 、 浅間町駅
- 名古屋市営地下鉄桜通線
  - 国際センター駅
- 名古屋市営地下鉄名港線
  - 日比野駅 - 名古屋港駅間の各駅
- JR東海道本線
  - 尾頭橋駅

## 沿線周辺

### 西区
- シヤチハタ 本社
- サンゲツ 本社

### 中村区
- 名古屋国際センター
- 柳橋中央市場
- エディオン 名古屋本店

### 中川区
- 松重閘門（中川運河）
- JRAウインズ名古屋

### 熱田区
- 名古屋市中央卸売市場本場

### 港区
- MEGAドン・キホーテUNY東海通店
- 名古屋市営バス港明営業所
- ららぽーと名古屋みなとアクルス
- 港区役所
- 名古屋港ガーデン埠頭
- 名古屋港水族館

## ギャラリー
- 名古屋市営バス「六句町」停留所（2015年1月）
- 国道23号（名四国道）との交点（2014年9月）